# Пінський Матвій Григорович
Матвій Григорович Пінський (рос. Матвей Григорьевич Пинский; нар. 30 грудня 1921, Кременчук — 16 грудня 2011, штат Нью-Джерсі, США) — радянський футбольний суддя. Суддя всесоюзної категорії (1951). У вищій лізі провів 113 ігор (1948–1951, 1960–1969). Потрапив до списку найкращих арбітрів СРСР за підсумками сезону 1950. Нагороджений знаком «Почесний суддя» (1982).
У дитинстві і юності грав у футбол у харківській команді "Динамо". Закінчив з відзнакою Московський авіаційний інститут. Через навчання у виші участі у Великій Вітчизняній війні не брав. Певний час жив у Томську, куди був направлений на викладацьку роботу до місцевого політехнічного інституту, відіграв важливу роль у діяльності Томської колегії суддів. Довгий час викладав у Харківському політехнічному інституті, був доцентом кафедри опору матеріалів.
Проводив у Харкові семінари для молодих суддів. Серед його вихованців, зокрема судді всесоюзної категорії Семен Зіновійович Резенкін та Юрій Іванович Сергієнко.
З кінця 1993 року мешкав у США, у штаті Нью-Джерсі, неподалік Нью-Йорку. За свідченням сина Ігоря Матвійовича Пінського, уважно слідкував за українським футболом і цікавився справами суддівства. Помер там же 16 грудня 2011 року, за два тижні до свого 90-річного ювілею. Похований на місцевому кладовищі  поряд із могилою дружини.